# 贝尔格斯海恩
贝尔格斯海恩（德語：Belgershain）是德国萨克森州的市镇，隶属于莱比锡县。总面积为22.8平方千米，截至2023年12月31日总人口为3,372人。